# Гандеровица
Гандеровица (укр. Гандеровиця) — село в Верхнекоропецкой сельской общине Мукачевского района Закарпатской области Украины.
Население по переписи 2001 года составляло 284 человека. Почтовый индекс — 89666. Телефонный код — 3131. Занимает площадь 0,587 км². Код КОАТУУ — 2122787202.